# Hypomyces torminosus
Hypomyces torminosus är en svampart som först beskrevs av Jean François Montagne, och fick sitt nu gällande namn av Louis René Tulasne 1865. Hypomyces torminosus ingår i släktet Hypomyces och familjen Hypocreaceae.   Inga underarter finns listade i Catalogue of Life.